# Feu de camp

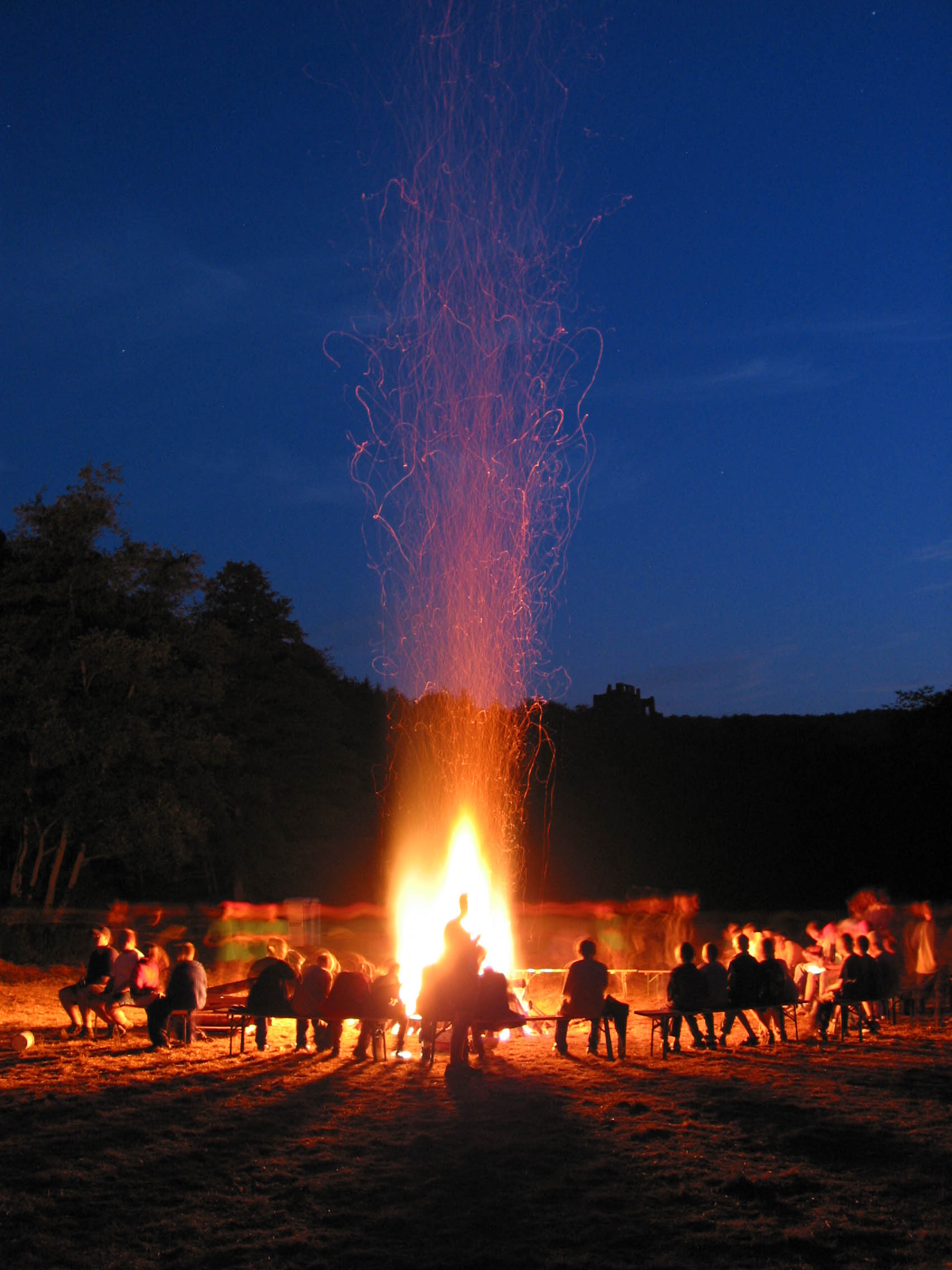
Lumière et chaleur issues d'un feu de camp lors d'une veillée scoute.

Un feu de camp est un feu de bois réalisé à l'extérieur et destiné au chauffage, à la cuisine, à l'éclairage, à repousser la faune sauvage ou créer une ambiance conviviale lors d'une veillée.
Il est dressé avec les matériaux inflammables trouvés aux alentours du campement (bois mort, herbes sèches, vieux papiers…).
Idéalement, le combustible est disposé en forme pyramidale, cette disposition favorisant la circulation de l'oxygène nécessaire accélérant la combustion.
Dans certains cas, des réglementations (locales, régionales ou nationales) peuvent interdire les feux de camp, en certains lieux ou à certaines époques, par exemple pour limiter les risques d'incendies et incendies de forêt en période sèche, ou en raison de risques de perturbation du sol ou de l'écosystème et de la faune sauvage (dans les réserves naturelles, parcs nationaux en particulier). 
Dans certains pays, des zones particulières, sécurisées sont réservées aux feux de camp pour les touristes ou voyageurs.

## Usage et but du feu de camp
Le feu de camp est utilisé dans le but de réchauffer ou cuire les aliments, dispenser chaleur ou lumière et, parfois, tenir à distance certaines espèces sauvages (mais il peut en attirer d'autres aussi), et éloigner les moustiques.
La cuisson des aliments par le feu remonte à 1,9 million d'années. Une étude de la taille des dents de Homo erectus semble montrer qu'ils faisaient cuire partiellement leur nourriture. Les plus anciens foyers ont été découverts en Chine, des foyers qui datent de 400 000 ans habituellement accompagnés d'ossements cuits.

## Montage d'un feu de camp

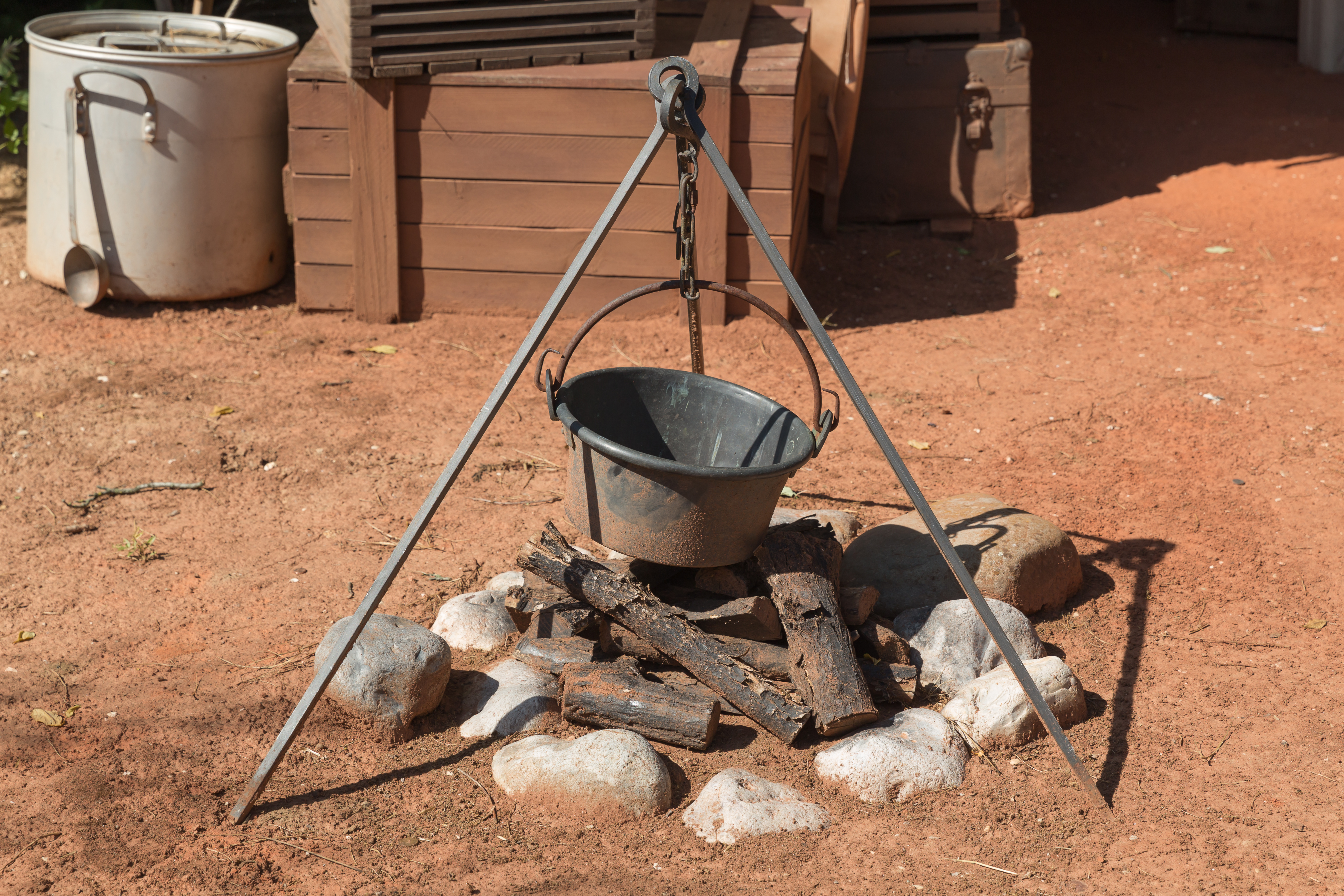
Bois et marmite disposés pour l'allumage d'un feu de camp dans un décor à Disneyland Paris.

Avant même la collecte de matériaux destiné au foyer, il est nécessaire de songer à l'emplacement voulu.
Il faut prendre en compte le risque d'incendie : herbages, proximité des arbres, de tentes, de véhicules, ainsi que de la direction du vent. On garde généralement par prudence de quoi circonscrire le feu s'il venait à devenir menaçant.
Une fois l'emplacement déterminé, il convient d'entreprendre une collecte de bois importante, qui assurera le démarrage et la réalimentation. Le bois joue un rôle important en tant que combustible unique, c'est pourquoi certaines techniques sont répandues. On ramasse branches et brindilles tombées ou qui restent accrochées aux arbres. Le bois vert ou le bois qui éclate à la combustion sont évités.
Pour amorcer le feu, on érige un sous-foyer avec des matériaux plus inflammables (tels que papier, feuilles mortes, herbes sèches) qui servira de base au feu et à enflammer les autres éléments. La bonne inflammabilité permettra au feu de se propager sur des éléments plus importants. Cette opération s'effectue dans un cercle entouré de pierres afin d'éviter le contact entre les braises et l'environnement extérieur qui peut générer une amorce de feu. Si le sol venait à être détrempé, on creuse généralement le sol.
Graduellement, on ajoute des bouts de bois de calibres plus importants, sans le surcharger, ce qui engendrerait un foyer trop important, entraînant ainsi un risque d'incendie plus élevé, et une consommation de bois plus importante pour le maintenir à cette taille.

## Festivités

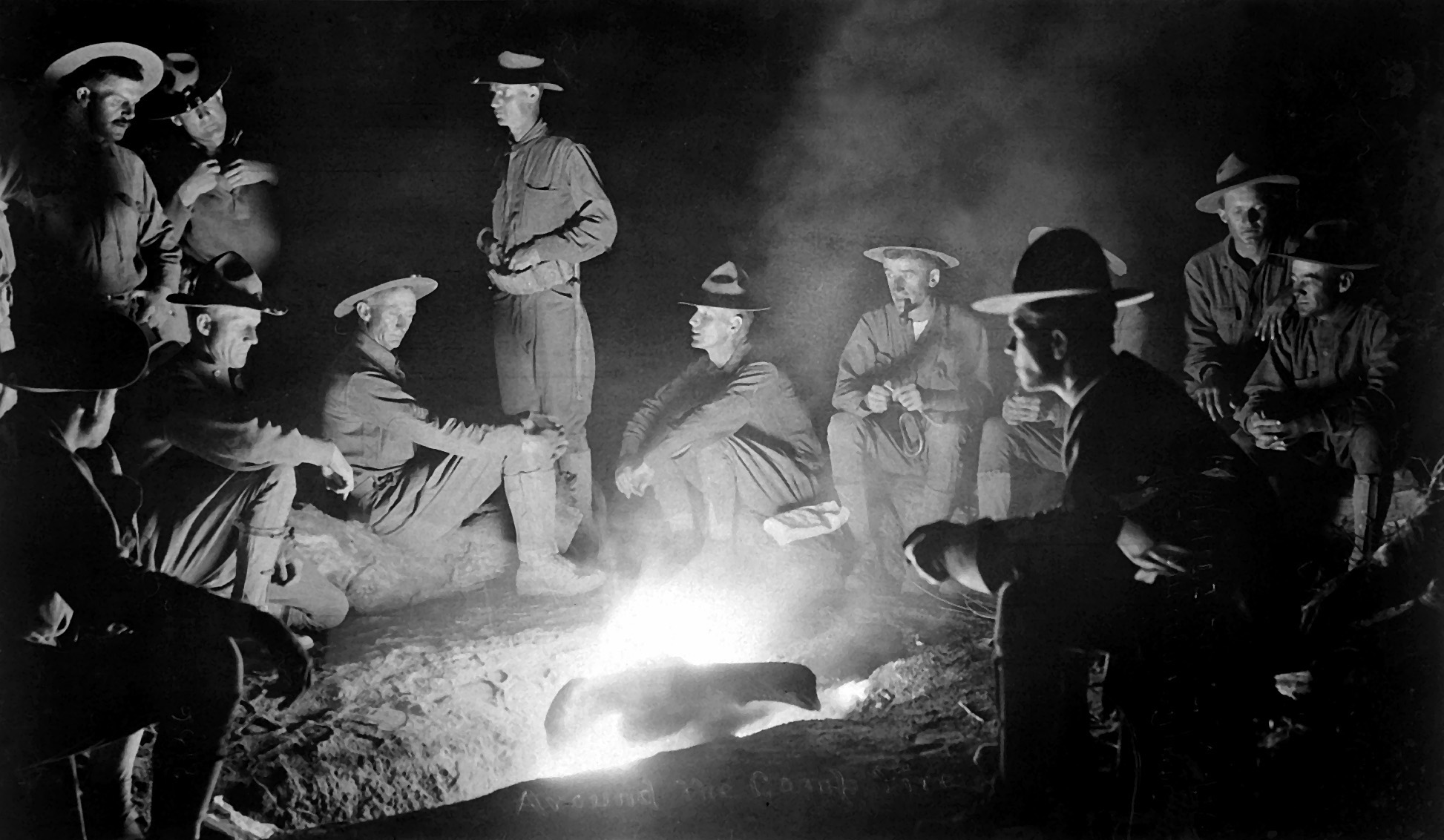
Un feu de camp crée aussi de la chaleur humaine...

Plusieurs fêtes sont soulignées par un feu de camp.
- Certaines fêtes privées : Dans ces occasions, les gens s'assoient généralement en cercle autour d'un feu de camp. Ils peuvent y faire cuire diverses choses (dont les fameuses guimauves grillées) comme des saucisses ou des pizzas en discutant, jouant ou écoutant de la musique. C'était aussi une activité fréquente des colonies de vacances ou des sorties dans la nature de groupes de scoutisme et autres mouvements de jeunesse.
- Fête nationale du Québec : Plusieurs villes, villages et maisons privées du Québec (Canada) soulignent, le 24 juin, leur fête nationale en faisant un feu de camp.
- Fêtes de la Saint-Jean.

## Précautions et impacts environnementaux
Outre qu'ils sont parfois source d'incendies, dans certains cas (milieux secs, avec éventuelle exposition au vent ), à proximité de milieux particulièrement vulnérables à l'érosion, milieux abritant des espèces rares, menacées, vulnérables ou protégées...), les feux peuvent être source directe et indirecte de destruction d'espèces (plantes ou graines brûlées par le feu). 
Ces feux peuvent attirer certaines espèces, par exemple certains insectes nocturnes, ou les jeunes tortues marines sortant de l'œuf. 
À proximité de fossés ou berges de milieux humides et oligotrophes, ils sont aussi une source de nutriment, et donc d'eutrophisation (menace importante pour de nombreuses plantes rares). Cette source est non négligeable pour les espèces sensibles à l'eutrophisation, si ces feux sont importants, nombreux ou fréquents.

Quand on y brûle, éventuellement illégalement certains produits (produits chlorés tels que plastiques, huiles minérales chlorées, eau de Javel, etc.), ils peuvent être source d'une pollution durable par des PCB, dioxines, furanes ou autres organochlorés toxiques et rémanents. 

De même quand on y brûle du bois traité à la créosote (anciennes traverses de chemin de fer, anciens poteaux portant des fils téléphoniques) ou d'autres types de bois traités par d'autres pesticides, notamment s'ils contiennent des métaux lourds (produits arséniés, et imbibés de cuivre par exemple), ou encore quand on y brûle des morceaux de bois peints (en particulier bois anciens peints à la céruse de plomb), les vapeurs, fumées et cendres peuvent être rendues toxiques.